# Odnajdę cię
Odnajdę cię – polski film sensacyjny z 2018 roku w reżyserii Beaty Dzianowicz.

## Fabuła
Policja podejmuje się obławy na żołnierza Bacię, który ma na sumieniu niemal wszystkich członków swojego oddziału. Policji udaje się zwabić w pułapkę, jednak w wyniku błędu policjantki Justy ścigany wymyka się obławie, a Justa zostaje wysłana na przymusowy urlop, jednak policjantka podejmuje się dalszej próby poszukiwania przestępcy i jedzie do swojego rodzinnego miasta, w którym również dorastał jej przeciwnik, który wkrótce odnajduje jej rodzinę i porywa jej córkę, Lenkę. Postawiona pod ścianą policjantka w celu ratowania córki zostaje zmuszona do popełnienia przestępstwa i wystawia na śmierć Grzegorza, który jako ostatni ocalał z oddziału przestępcy. Policjantka rozpoczyna morderczą grę z prześladowcą, w której stawką będzie życie jej ukochanej córki. Justa zabija Bacię, w efekcie czego trafia do więzienia.

## Obsada
Źródło: FilmPolski.pl

- Ewa Kaim − Justa Maszczyk
- Dariusz Chojnacki − Bartek "Bacia" Czwartek
- Michał Żurawski − Daro
- Piotr Stramowski − Grzegorz Szutra
- Mirosław Haniszewski − Piotr, mąż Justy
- Zofia Stelmach − Lenka, córka Justy
- Mirosław Kotowicz − "Malinka"
- Bartłomiej Błaszczyński − Kubacki
- Maciej Mikołajczyk − Adam
- Katarzyna Misterka − Mira
- Nina Minor − Anna Szutra
- Anita Poddębniak − Bibliotekarka
- Jerzy Janeczek − Proboszcz
- Jarosław Stypa − Lekarz
- Mateusz Baran − "Wojak"
- Marcin Zarzeczny − Świadek koronny
- Sławomir Grzymkowski − Prawnik
- Katarzyna Sobieszek − Zuza
- Beata Małecka − Celina
- Magdalena Mikołajczyk − Aneta
- Anna Osińska − Gośka
- Piotr Derewenda − Nadkomisarz przesłuchujący Grzegorza
- Agnieszka Radzikowska − Ruda więźniarka
- Danuta Lewandowska − Stara więźniarka
- Agata Woroniecka − Młoda więźniarka
- Karina Grabowska − Agnieszka, kochanka Piotra
- Katarzyna Warzecha − Przedszkolanka
- Marek Woźniczka − Paweł Górki
- Tomasz Woźniczka − Piotr Górki
- Ewa Reymann − Strażniczka
- Magdalena Celówna − Matka "Baci"
- Jadwiga Wianecka − Dorota, siostra Baci
- Anna Urbańczyk − Prokurator
- Marcin Malinowski − Ochroniarz
- Sebastian Drożak − Ochroniarz
- Jerzy Zduńczyk − Komisarz przesłuchujący Grzegorza
- Michał Hudzikowski − Sekretarz
- Piotr Dylewski − Aspirant
- Paweł Powolny − Aspirant
- Dariusz Lorek − Pijaczek
- Nawojka Wierzbowska − Dziewczyna grająca w rzutki
- Iwo Kondefer − Chłopak grający w rzutki
- Adam Suzin − Ministrant
- Natalia Pietsch − Więźniarka
- Małgorzata Śliwa − Więźniarka
- Aleksander Sieradzan − Jaś Szutra

## Produkcja
Okres zdjęciowy trwał w dniach 28 marca–29 kwietnia 2017 roku. Zdjęcia plenerowe kręcono w następujących lokacjach: Katowice (Osiedle Tysiąclecia, nowy budynek Wydziału Radia i Telewizji Uniwersytetu Śląskiego przy ul. Św. Pawła 3, Urząd Miasta, Strefa Kultury na terenie dawnej kopalni Katowice), Bytom (elektrociepłownia Szombierki), Mysłowice, Pyskowice, Warszawa.
Produkcja była współfinansowana przez Polski Instytut Sztuki Filmowej.

## Wydanie
6 grudnia 2018 roku miała miejsce premiera filmu na DVD, a od 7 grudnia 2018 roku na platformie VOD.

## Nagrody
- Kozzi Film Festiwal w Zielonej Górze: 2019
  - Nagroda Klaps w kategorii najlepszy film kryminalny[4]
- Koszaliński Festiwal Debiutów Filmowych „Młodzi i Film”: 2019
  - nominacja: Konkurs Pełnometrażowych Debiutów Fabularnych[3]